# 대한민국 민법 제62조
대한민국 민법 제62조는 이사의 대리인 선임에 대한 민법총칙 조문이다.

## 조문
제62조(이사의 대리인 선임) 이사는 정관 또는 총회의 결의로 금지하지 아니한 사항에 한하여 타인으로 하여금 특정한 행위를 대리하게 할 수 있다.

第62條(理事의 代理人 選任) 理事는 定款 또는 總會의 決議로 禁止하지 아니한 事項에 限하여 他人으로 하여금 特定한 行爲를 代理하게 할 수 있다.

## 판례

### 비법인사단의 제반 업무 포괄 위임금지
- 비법인사단에 대하여는 사단법인에 관한 민법 규정 가운데서 법인격을 전제로 하는 것을 제외하고는 이를 유추적용하여야 할 것인바, 민법 제62조의 규정에 비추어 보면 비법인사단의 대표자는 정관 또는 총회의 결의로 금지하지 아니한 사항에 한하여 타인으로 하여금 특정한 행위를 대리하게 할 수 있을 뿐, 비법인사단의 제반 업무처리를 포괄적으로 위임할 수는 없다[1]

## 참고문헌
- 김현선. (2014). 학교법인의 이사회 의결권 위임에 관한 효력 : 민법 제62조와 사립학교법 제19조 제3항과의 관계. 법이론실무연구, 2(2), 101-118.

## 같이 보기
- 대리